# Eclipse (EP)
Pour les articles homonymes, voir Eclipse.
Albums de EXID
Street
(2016)
Singles
1. Night Rather Than Day
Sortie : 10 avril 2017

Eclipse est le troisième mini-album enregistré par le girl group sud-coréen EXID. Il a été publié par Banana Culture et distribué par Sony Music le 10 avril 2017. L'album contient six morceaux, dont le single principal "Night Rather Than Day". L'album a été promu par 4 membres d'EXID seulement, car la chanteuse principale Solji se remettait d'une hyperthyroïdie diagnostiqué en décembre 2016.
L'EP est un succès commercial, se classant 5e dans le Gaon Album Chart et 4e dans l'US World Albums Chart.

## Contexte et sortie
Des rapports avaient déclaré que le groupe ferait un comeback début 2017. Cependant, à cause du diagnostic médical de Solji, le comeback a été reporté jusqu'au printemps 2017. Banana Culture confirme le comeback pour avril sans pour autant donner de date précise, déclarant que les membres envisageaient l'idée de revenir en tant que quartette,.
Le 20 mars 2017, on annonce officiellement que le groupe ferait son comeback à 4 avec LE, Junghwa, Hani et Hyerin le 10 avril. Une nouvelle sur la santé de Solji a confirmé le fait qu'elle étendrait sa pause pour les promotions, qu'elle avait annoncée en décembre 2016. Deux jours plus tard, on nous révèle que la piste titre a été produite par Shinsadong Tiger et LE. Le 27 mars, le groupe révèle que leur troisième mini-album se nommera Eclipse et contiendra six chansons, dont une version instrumentale de la chanson-titre. Du 30 mars au 2 avril, des images teaser du groupe et des membres sont parues,.
Eclipse est sorti à 12h heure coréenne le 10 avril 2017 à travers plusieurs portails musicaux comme MelOn et iTunes pour le marché mondial.

## Vidéoclip
Le 2 avril 2017, Hani poste sur son compte Instagram personnel un teaser issu du vidéoclip de "Night Rather Than Day". Le lendemain, le premier teaser officiel pour le vidéoclip sort sur la chaîne YouTube officielle du groupe. Le 4 avril, des teasers individuels sont révélés.

## Promotion
EXID a fait son comeback sur The Show (SBS MTV) le 11 avril 2017 en interprétant "Boy" et "Night Rather Than Day". Elles ont continué avec le Show Champion (MBC Music) le 11 avril, le M Countdown (Mnet) le 13 avril et enfin le Music Bank (KBS) le 14 avril,,.

## Singles
"Night Rather Than Day" est entré à la 9e place du Gaon Digital Chart lors de la semaine du 9 au 15 avril 2017.

## Performance commerciale
Eclipse est entré à la 5e place du Gaon Album Chart lors de la semaine du 9 au 15 avril 2017. Il s'est classé à la 4e place du Billboard's World Albums pour la semaine du 22 au 29 avril 2017, devenant les meilleurs débuts de la semaine. Lors de sa deuxième semaine, l'EP est descendu à la 10e place.

## Liste des pistes
| 1.    | Boy                                       | - Shinsadong Tiger - LE           | - Shinsadong Tiger - Jion - LE    | - Shinsadong Tiger - Jion        | 3:27 |
| 2.    | Night Rather Than Day (낮보다는 밤)       | - Shinsadong Tiger - Keebomb - LE | - Shinsadong Tiger - Keebomb - LE | Shinsadong Tiger                 | 3:18 |
| 3.    | How Why                                   | - Shinsadong Tiger - LE           | - Shinsadong Tiger - LE           | Shinsadong Tiger                 | 3:51 |
| 4.    | Milk (우유; Solo de Hani)                 | - Monster Factory - EJAE          | - Monster Factory - MadeBy - EJAE | MadeBy                           | 3:24 |
| 5.    | Velvet (Solo de LE)                       | LE                                | - LE - CHITWNMUSIC                | - Shinsadong Tiger - CHITWNMUSIC | 3:12 |
| 6.    | Night Rather Than Day inst. (낮보다는 밤) | - Shinsadong Tiger - Keebomb - LE | - Shinsadong Tiger - Keebomb - LE | Shinsadong Tiger                 | 3:18 |
| 20:30 |                                           |                                   |                                   |                                  |      |

## Classements

### Hebdomadaires
| Classement (2016)                     | Meilleure position |
| ------------------------------------- | ------------------ |
| Corée du Sud (Gaon Album Chart)       | 5                  |
| États-Unis (Billboard's World Albums) | 4                  |